# 格拉内拉
格拉内拉，是西班牙加泰罗尼亚巴塞罗那省的一个市镇。总面积24平方公里，总人口67人（2001年），人口密度3人/平方公里。